# Sinopesa guangxi
Sinopesa guangxi là một loài nhện trong họ Nemesiidae.
Sinopesa guangxi được miêu tả năm 1995 bởi Raven & Schwendinger.